# 野々山真輝帆
野々山 真輝帆（ののやま まきほ、1934年 - 2016年3月8日）は、日本のスペイン文学者、翻訳家。筑波大学名誉教授。獨協大学名誉教授。本名・ミチコ。

## 略歴
東京外国語大学スペイン語学科卒業。イリノイ大学博士課程修了後、ハーバード大学に学ぶ。
1981年『スペイン内戦』で毎日出版文化賞受賞、1993年『リスボンの春 ポルトガル現代史』でロドリゲス通事賞（ポルトガル）受賞。1995年イサベルカトリック女王勲章受章。
1998年まで筑波大学教授、のち獨協大学教授。文学だけでなく現代史も論じた。

## 著書
- 『スペイン語のトレーニング』（白水社） 1980.11
- 『海の女王 イサベラ』（千趣会）
- 『スペイン・ポルトガル現代史』（共著、山川出版社）
- 『スペイン内戦の研究』（共著、中央公論社）
- 『スペイン内戦 老闘士たちとの対話』（講談社現代新書） 1981.1
- 『スペインの紅いバラ フランコからフェリーペへ』（白水社） 1984.10
- 『ニカラグア 昨日・今日・明日』（筑摩書房） 1988.8
- 『スペイン辛口案内』（晶文社） 1992.1
- 『リスボンの春 ポルトガル現代史』（朝日選書） 1992.4
- 『あまりにスペイン的な男と女』（毎日新聞社） 1992.7
- 『すがおのスペイン文化史 ライフスタイルと価値観の変遷』（東洋書店） 1994.11
- 『「アミーゴ」とつき合う法 ふだん着のスペイン語』（晶文社） 1998.5
- 『スペインを知るための60章』（明石書店、エリア・スタディーズ） 2002.10

## 翻訳
- 『スペイン内戦と文学 亡命・検閲の試練に耐えて』（編訳、彩流社） 1982
- 『蜂の巣』（カミロ・ホセ・セラ、会田由共訳、白水社） 1989
- 『ピレネー紀行』（カミロ・ホセ・セラ、日比野和幸共監訳、彩流社） 1993
- 『赤い手の王』（グスターボ・アドルフォ・ベッケル、日比野和幸共監訳、彩流社） 1995
- 『イワシの埋葬 スペイン短篇選集』（編、日比野和幸ほか訳、彩流社） 1996
- 『アンダルシア紀行』 （カミロ・ホセ・セラ、日比野和幸共監訳、彩流社） 1999
- 『ラテンアメリカ短編集 モデルニズモから魔術的レアリズモまで』（編、日比野和幸ほか訳、彩流社） 2001
- 『さらば、アルハンブラ 深紅の手稿』（アントニオ・ガラ、日比野和幸, 田中志保子共訳、彩流社） 2007
- 『愛と狂気と死の物語 ラテンアメリカのジャングルから』（オラシオ・キロガ、編、彩流社） 2010
- 『ラテンアメリカ傑作短編集 中南米スペイン語圏文学史を辿る』（編、彩流社） 2014
- 『ラテンアメリカ傑作短編集 続 中南米スペイン語圏の語り』（編、彩流社） 2018